# Ibn Màhan
Alí ibn Issa ibn Màhan, més conegut simplement com a Ibn Màhan (mort en 812) fou un militar i funcionari dels abbàssides que va ocupar diversos alts càrrecs entre els quals el de governador del Khurasan.
Fou comandant de la guàrdia del califa Al-Mahdí (775-785) i secretari de l'exèrcit sota Al-Hadi (785-786). Harun ar-Raixid (786-809) el va nomenar, contra els consells de Yahya ibn Khàlid al-Barmakí, com a governador de Khurasan el 796 en el lloc de Fadl ibn Yahya (cessat el 795 ocupant transitòriament el càrrec al-Mansur ibn Yazid). Va exercir el govern uns deu anys en els quals va executar diversos notables a petició del poble, i va cobrar taxes molt altes al camp, cosa que li va permetre enviar valuosos regals al califa. Se l'acusa d'haver participat en el complot contra els barmàquides.
El 805 el califa va sospitar que es volia declarar independent i el va destituir però va convèncer el califa de la seva bona fe i li va enviar més regals i va poder conservar el càrrec. Però la seva política segurament fou el que va provocar a l'any següent la revolta de Rafi ibn Layth. El 808 el califa en persona va haver d'anar al Khurasan a fer campanya militar.
A la mort d'Harun ar-Raixid (809) va donar suport a Al-Amín (809-813) contra el seu germà i rival Abu-Jàfar Abd-Al·lah (califa Al-Mamun el 813), que era el fill governant dels territoris orientals, i junt amb Fadl ibn Rabi va pressionar al califa per retirar la designació d'Al-Mamun com a hereu. Sense poder exercir al Khurasan de fet des del 806, va ser nomenat governador del Jibal amb Hamadan, Esfahan i Qom. Fou designat com comandant de l'exèrcit enviat a Khurasan contra Al-Mamun, l'exèrcit del qual tenia com a comandant en cap a Tahir ibn Husayn; Ali ibn Isa, tot i que el seu exèrcit era més nombrós, fou fàcilment derrotat a la rodalia de Rayy i va morir a mans d'un home anomenat Dawud Siah al-Khwarazmi. El seu cos fou enviat a Al-Mamun (812).
El seu fill al-Husayn ibn Ali ibn Isa ibn Mahan va intentar proclamar a al-Mamun a Bagdad el 812, però va fracassar i va morir en l'intent.